# Карл-Гайнц Шнеллінгер
Карл-Гайнц Шнеллінгер (нім. Karl-Heinz Schnellinger, 31 березня 1939, Дюрен — 20 травня 2024, Мілан) — колишній німецький футболіст, що грав на позиції захисника. Відомий, зокрема, виступами за «Кельн», «Мілан», а також національну збірну Німеччини. У 1962 році Карла-Гайнца Шнеллінгера було визнано найкращим футболістом ФРН.

## Життєпис
Карл-Гайнц Шнеллінгер народився у невеличкому німецькому містечку Дюрен у 1939 році. Там він почав виступати за місцеву команду «Дюрен», звідки у 1958 році і потрапив до «Кельна». Граючи за «Кельн», захисник дебютував у складі збірної ФРН 2 квітня того ж року у матчі проти Чехословаччини.
Карл-Гайнц від початку вважався лівим захисником, але грав на всіх позиціях у захисті і був одним з основних гравців збірної ФРН 1960-х років. Він був помітною постаттю на футбольному полі, виділяючись не тільки світлим волоссям та значною статурою, але й силою, швидкістю та жагою до перемоги.
У 19 років Карл-Гайнц дебютував на Чемпіонаті світу у Швеції і відігравав ключову роль в успіхах збірної ФРН протягом наступних 12 років: вихід у чвертьфінал Чемпіонату світу 1962, фінал мундіаля 1966, бронзові нагороди у 1970 році. На чемпіонаті світу 1970 у півфінальній зустрічі зі збірною Італії він боровся до кінця, доки не забив гол на останніх хвилинах основного часу і тим самим перевів гру у овертайм.
У 1964 році «Рома» купила яскравого футболіста, проте вже через рік у період фінансової кризи була вимушена поступитися ним «Мілану». Угода стала дуже вигідною для міланського клубу — у 1969 році Шнеллінгер допоміг команді здобути Кубок європейських чемпіонів. Це був його пік кар'єри, що включала в себе також чемпіонські титули ФРН та Італії, кубок Італії, три матчі, проведені за збірну світу і чотири виступи у складі збірної Європи.
Шнеллінгер покинув «Мілан» у 1974 році та завершив кар’єру після одного сезону, проведеного у рідній Німеччині за клуб «Теніс Боруссія».
По завершенні ігрової кар'єри Шнеллінгер жив у передмісті Мілана Сеграте, де працював у бізнесі. Мав трьох дочок і зятів-італійців. Карл-Гайнц помер після тривалої хвороби в лікарні Сан-Рафаеле в Мілані 20 травня 2024 року у віці 85 років. Він був останнім живим гравцем збірної ФРН на чемпіонаті світу 1958 року.

## Титули і досягнення
«Кельн»
- Чемпіонат ФРН
  - Чемпіон (1): 1962
  - Срібний призер (2): 1960, 1963

 «Рома»
- Кубок Італії
  - Володар (1): 1963–64

 «Мілан»
- Чемпіонат Італії
  - Чемпіон (1): 1967–68
  - Срібний призер (3): 1970–71, 1971–72, 1972–73
- Кубок Італії
  - Володар (3): 1966–67, 1971–72, 1972–73
  - Фіналіст (1): 1970–71
- Кубок європейських чемпіонів
  - Володар (1): 1968–69
- Міжконтинентальний кубок
  - Володар (1): 1969
- Кубок володарів кубків
  - Володар (2): 1967–68, 1972–73

 Збірна ФРН
- Чемпіонат Світу
  - Срібний призер (1): 1966
  - Бронзовий призер (1): 1970